# 世界がもし100人の村だったら
世界がもし100人の村だったら（せかいがもし100にんのむらだったら、If the world were a village of 100 people）は、インターネット上でチェーンメールのように広まって、世界的に流布した世界の人々の相互理解、相互受容を訴えかける「世界村」（en:global village）について示唆を与える文章のことである。2001年前後から世界的に広まった。
淡々と数値を挙げる前半に対し、後半は宗教的な色彩を帯びた異質な表現が畳みかけられ、伝播地域を考えればキリスト教の、世界全体から見ればむしろ少数派であるというおそらくは謙虚なメッセージであると分析されている。

## 成立
アメリカのイリノイ州出身のドネラ・メドウス教授 (Donella Meadows)(en) （環境科学） は1990年、「村の現状報告」(State of the Village Report)と題した小文を著した。この小文では世界をひとつの村にたとえ、人種、経済状態、政治体制、宗教などの差異に関する比率はそのままに、人口だけを1,000人に縮小して説明している。これがネットを介して伝えられていくうちに、100人に人数が減り、また部分的に削除されたり、逆に加筆されたりして流布しているものと考えられる。
日本では、2001年3月にアメリカ、ワシントン・DCで当時世界銀行に勤務していた中野裕弓が、元同僚から受け取ったものを日本語に訳したのが、最初だといわれる。また同年2001年には翻訳家の池田香代子とC・ダグラス・ラミスが再話し、日本語に訳してマガジンハウスから出版した（#書籍の節を参照）。また、これを開発教育協会が、国際理解教育の教材として開発したものも存在する。
オリジナルにあった予防接種や避妊の有無、死因やHIVへの言及、安全な水についてや土地利用、特に農地と農薬分布の偏りへの記述がなくなるなど、
原作の1,000人を100人に縮小したことで地球や文化の多様性が捨象されて単純化され、時間から切り取ったことで歴史的変化が捉えにくくなった他、日本語訳には環境問題に関する内容はなく、逆にオリジナル版にはないアメリカ市民に富の多くが偏在している記述など、後半には原作にはない経済統計的には恵まれた側へのメッセージが含まれてさまざまな論議を呼び、もとは学級通信だったという物語が付与されてアメリカ同時多発テロ事件後の日本社会における厭戦気分や反戦平和、非戦の決意を包み込むある種の受容コードとして女性たちのメーリングリストによって広まった。

## 書籍
- 2001年 池田香代子『世界がもし100人の村だったら』マガジンハウス、2001年。ISBN 4838713614。 NCID BA54795957。OCLC 991587042。国立国会図書館書誌ID:000003620483。2023年6月25日閲覧。
- 2002年 池田香代子『世界がもし100人の村だったら2 - 100人の村の現状報告』マガジンハウス、2002年。ISBN 4838713800。 NCID BA54795957。OCLC 675442297。国立国会図書館書誌ID:000003658009。2023年6月25日閲覧。
- 2004年 池田香代子『世界がもし100人の村だったら3 - たべもの編』マガジンハウス、2004年。ISBN 4838715463。 NCID BA54795957。OCLC 675595056。国立国会図書館書誌ID:000007602179。
- 2006年 池田香代子『世界がもし100人の村だったら4 - 子ども編』マガジンハウス、2006年。ISBN 4838716869。 NCID BA54795957。OCLC 675168686。国立国会図書館書誌ID:000008247714。
- 2008年 池田香代子『世界がもし100人の村だったら - 完結編』マガジンハウス、2008年。ISBN 4838719361。 NCID BA54795957。OCLC 675275272。国立国会図書館書誌ID:000009948376。